# Titularbistum Caere
Caere (ital.: Cerveteri) ist ein Titularbistum der römisch-katholischen Kirche.
Es geht zurück auf einen antiken Bischofssitz in der Stadt Cerveteri, die sich in der italienischen Region Latium befindet.
| Titularbischöfe von Caere |                                                |                                  |                   |                   |
| Nr.                       | Name                                           | Amt                              | von               | bis               |
| 1                         | Adhemar Esquivel Kohenque                      | Weihbischof in La Paz (Bolivien) | 11. November 1968 | 10. November 1992 |
| 2                         | Norbert Strotmann MSC                          | Weihbischof in Lima (Peru)       | 19. Dezember 1992 | 11. Januar 1997   |
| 3                         | Francesco Saverio Salerno                      | Kurienbischof                    | 20. Dezember 1997 | 21. Januar 2017   |
| 4                         | Giacomo Morandi Titularerzbischof pro hac vice | Kurienerzbischof                 | 18. Juli 2017     | 10. Januar 2022   |
| 5                         | Andrea Ripa                                    | Kurienbischof                    | 26. Januar 2022   |                   |